# Schweizer Meisterschaften in der Nordischen Kombination 2005

Logo des Schweizer Skiverbandes

Die Schweizer Meisterschaften in der Nordischen Kombination 2005 fanden am 17. Juli 2005 im Schweizer Kandersteg statt. Die Meisterschaften wurden im Einzel von der Normalschanze sowie über 10 km Inliner ausgerichtet. Ausrichter war der Schweizer Skiverband Swiss-Ski.

## Ergebnis
| Platz | Sportler            |
| ----- | ------------------- |
| 1     | Ivan Rieder         |
| 2     | Ronny Heer          |
| 3     | Michael Hollenstein |
| 4     | Lucas Vonlanthen    |
| 5     | Andy Hartmann       |
| 6     | Seppi Hurschler     |
| 7     | Andreas Hurschler   |
| 8     | Pascal Meinherz     |
| 9     | Thomas Engel        |